# Eric Kiptanui
Eric Kiptanui (19 d'abril de 1990) és un corredor de fons i maratonià de kenyà. El 2018 va guanyar la Mitja Marató de Lisboa a les 1:00:05. També va guanyar la Mitja Marató de Berlín i va establir un registre del curs amb 58:42 min. En aquella època, va ser el quart temps de mitja marató més ràpid de la història. També va guanyar la Mitja Marató de Barcelona el 2019. Anteriorment, el 2017 ja havia guanyat la San Silvestre Vallecana.

## Millors marques personals
- 1500 metres - 3:37,73 (Nairobi 2016)
- 10.000 metres - 28:17 (Nairobi 2018)
- 10 quilòmetres - 27:34 (Madrid 2017)
- 15 quilòmetres - 43:48 (Heerenberg 2018)
- Mitja marató - 58:42 (Berlín 2018)